# Los Tabaleros
Los Tabaleros es un grupo musical argentino originario de Buenos Aires. Su estilo combina elementos del folclore tradicional con influencias de géneros como el rock, el punk, la cumbia y el pop. Desde sus inicios, el grupo ha desarrollado un repertorio que integra composiciones propias y versiones de obras clásicas del folclore.

## Historia
Se formó en 1999 en Buenos Aires como un proyecto de José María y Beto Martínez. En sus primeros años interpretaron principalmente folclore tradicional, incorporando progresivamente composiciones originales que fusionaban el género con otros estilos, como el rock y el punk.
En 2002 conocieron a Félix María Mateos, quien comenzó a colaborar creativamente con el grupo, aportando ideas musicales y escénicas que enriquecieron el proyecto. Esta participación se fue intensificando a lo largo de los años, hasta que en 2012 se integró formalmente como miembro de la banda.
A lo largo de su trayectoria participaron en festivales de música en distintos puntos del país, entre ellos el Festival Nacional de Folklore de Cosquín, Cosquín Rock, Quilmes Rock, el Festival Nacional de la Vendimia y el Festival Nacional de Doma y Folklore de Jesús María. También compartieron escenario con diversos artistas y agrupaciones de la música popular argentina.

## Estilo musical
Su repertorio se caracteriza por la combinación de ritmos tradicionales del folclore argentino, como la chacarera, la zamba y el gato, con recursos propios de géneros urbanos y contemporáneos. Sus canciones incorporan referencias líricas a autores como Jaime Dávalos y Jorge Serrano. La propuesta artística del grupo se basa en un enfoque escénico que incluye elementos teatrales y expresivos.

## Integrantes
- José María Martínez: voz y guitarra
- Roberto Martínez: voz y guitarra
- Félix María Mateos: voz y bombo legüero
- Joaquín Lagos Aguirre: voz y bajo
- Tobías Fabio: guitarra eléctrica
- Juan Martín Flores: voz y guitarra
- José Luis Balé: percusión
- Martín De la Torre: percusión

## Discografía
- Carmesí (2009)
- Lolita (2012)
- Tuy (2015) – Coproducido por Juan Gigena Abalos
- Chuy (2017) – Producido por Mariano Francheschelli y Martín "Moska" Lorenzo (Los Auténticos Decadentes).
- Una noche en el paraíso escondido (2019, en vivo) – Producido por Mariano Francheschelli y Martín "Moska" Lorenzo con participación de Miranda!, Las Pastillas del Abuelo, Kapanga, Los Caligaris y Los Auténticos Decadentes
- Caramelos de Felicidad (2024) – Con participaciones de 2 Minutos, Soledad Pastorutti y Sandro (voz póstuma)

## Premios
En 2024, ganaron el Premio Carlos Gardel en la categoría Mejor Álbum de Folklore Alternativo por su disco Caramelos de Felicidad.

## Recepción crítica
Diversos medios argentinos han destacado la originalidad del grupo. La Nación los definió como «una rara avis del folklore porteño y una de las propuestas más originales del folklore joven». Por su parte, Página/12 subrayó su «espíritu punk en clave de chacarera».